# Ureo

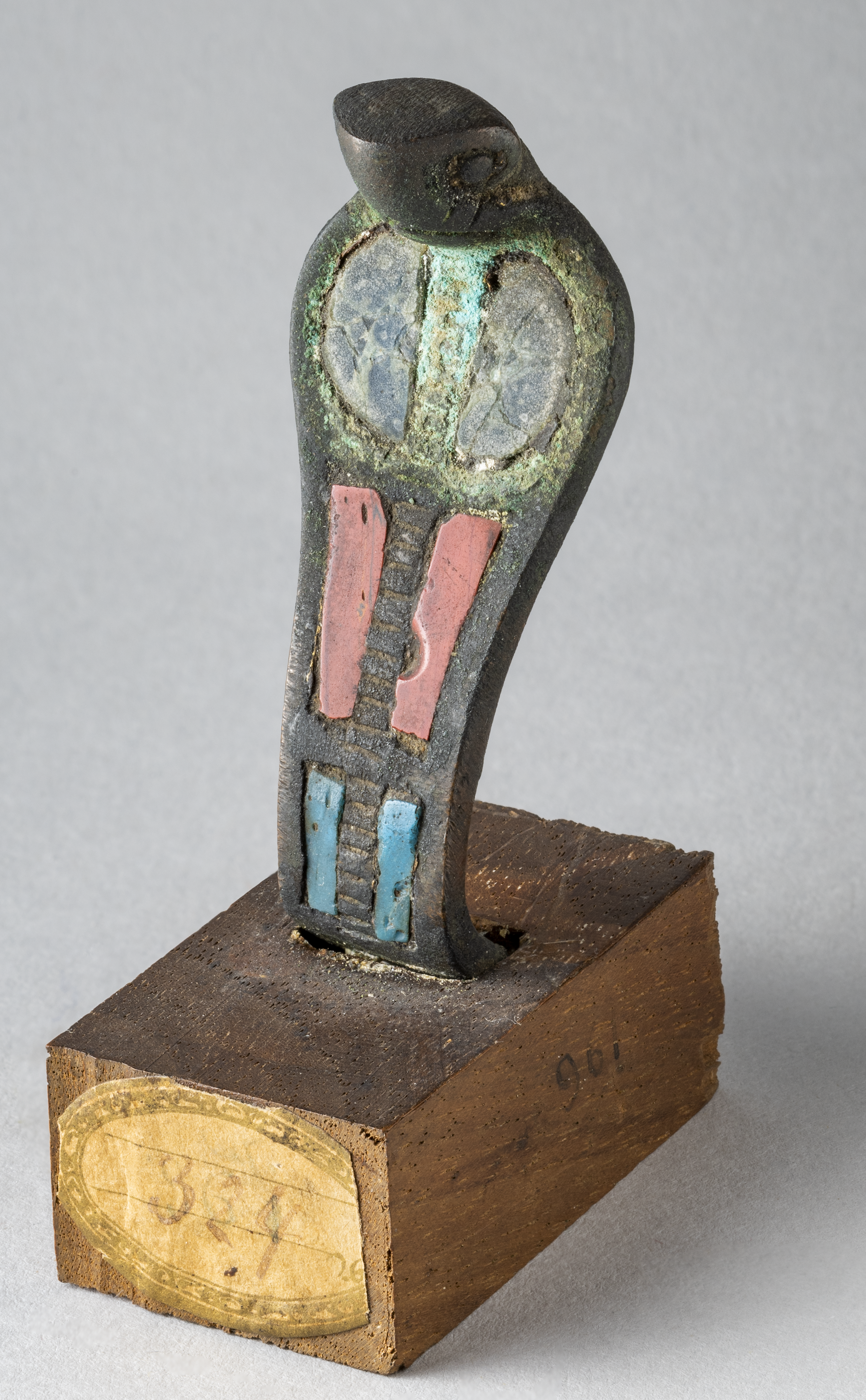
Estatuilla de Uraeus, entre 722 y 332 a. C. Periodo tardío de Egipto. Museo Egipcio, Turín.

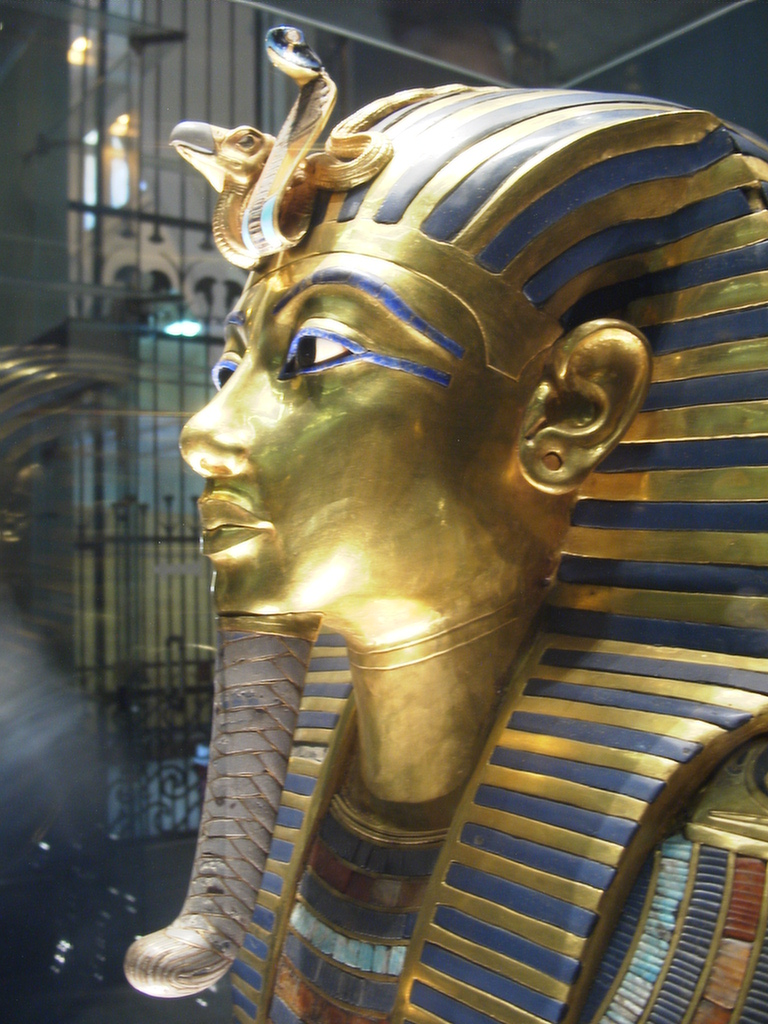
Máscara de Tut-anj-Amón (Tutankamón) portando el ureo.

El ureo (𓆗 o 𓆘, en latín: ūraeus; en griego antiguo: οὐραῖος) es una representación de la diosa Uadyet con forma de cobra erguida. La imagen del ureo constituyó el emblema protector preferente de muchos faraones del Antiguo Egipto, quienes eran los únicos que podían portarlo como atributo distintivo de la realeza.

## Etimología
El término Uræus fue empleado por el estudioso del Alto Egipto Horapolón, a finales del siglo V a. C., en su tratado Hieroglyphica, donde hace una interpretación ideográfica de la escritura jeroglífica.

## Iconografía
El ureo tenía forma de cobra y, algunas veces, portaba la corona Roja del Bajo Egipto y la corona Blanca del Alto Egipto. La diosa cobra Uadyet solía figurar, junto a la diosa buitre Nejbet, como representantes del Bajo y Alto Egipto, respectivamente.

## Mitología
Uadyet, originaria del delta del Nilo, simbolizaba al Bajo Egipto, diosa protectora del faraón. Era una serpiente que actuaba como protección de dioses y faraones en la mitología del antiguo Egipto y a la que se le atribuía la característica de ser muy poderosa. Encarnaba a las diosas solares. 
Nejbet, representada como un buitre, era símbolo del Alto Egipto; deidad protectora del faraón en los nacimientos, la coronación, las fiestas de jubileo y en las batallas. 
Uno de los títulos del faraón, el nombre de Nebty, contiene el Uraeus. También aparece representado en la parte superior de muchos templos y formando parte de las coronas egipcias, como diadema sujetando el Nemes (tocado de los faraones) y en joyas o amuletos de faraones y dioses. 
La cobra y las serpientes eran símbolos de resurrección y estaban asociadas a los mitos solares del viaje del Sol por el cielo y el inframundo, la Duat. Se las veneraba principalmente en Buto y al morir, se depositaban en cajas de bronce o madera, grabadas con relieves de imágenes de serpientes, que algunas veces tenían cabeza humana tocada con la corona Doble y el uraeus.

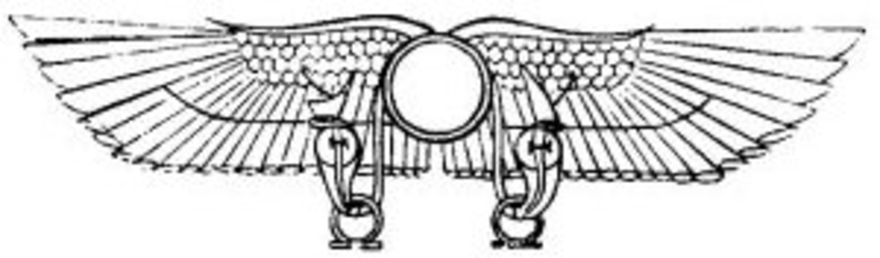
Símbolo solar alado con ureos coronados.